# Owerri
Owerri er hovedstaden i den  nigerianske delstat Imo i det sydøstlige Nigeria. Ifølge en beregning fra 2012 har den knap 540.000 indbyggere. 

## Historie
Da  Umuahia, der nu er hovedstad i nabodelstaten Abia, blev besat af nigerianske tropper i Biafrakrigen, blev Owerri  22. april 1969 udnævnt til den tredje hovedstad i Biafra.  9. januar 1970, seks dage før Biafras  kapitulation, blev  Owerri også besat

## Erhverv og infrastruktur
Der er  forarbejdningsvirksomheder for yams, maniok, taro, majs, naturgummi og palmeolie. Imo Airport ligger ca. 23 km syd for byen og forbinder Owerri med Abuja, Lagos, Port Harcourt og Enugu. 
Owerri er hjemsted for to universiteter, Federal University of Technology, der hører under staten, og Imo State University, der hører under delstaten Imo. I Owerri ligger stadionet Dan-Anyiam-Stadion, med plads til  10.000 tilskuere, som er hjemmebane  for  Heartland FC der spiller i den nigerianske fodboldligas 1. division.

## Kendte bysbørn
- Nwankwo Kanu (*1979), fodboldspiller
- Herbie Hide (*1971), bokser